# 漆崎真子
漆崎真子（日语：／ Urushizaki Mako，1992年4月19日—），日本女子羽毛球運動員，亦為現役日本國家羽毛球隊（B隊）成員。兵庫縣出生，畢業於富士中学校、伊丹北高校、筑波大学，現為山陰合同銀行羽毛球隊成員，隊員編號10號。

## 簡歷
2016年7月，漆崎真子出戰白夜羽毛球賽，拿得女子單打亞軍。

## 主要比賽成績
只列出曾進入準決賽的國際賽事成績：
| 年份   | 賽事                 | 公開賽級別 | 項目     | 成績   |
| ------ | -------------------- | ---------- | -------- | ------ |
| 2016年 | 白夜羽毛球賽         | 國際挑戰賽 | 女子單打 | 亞軍   |
| 2017年 | 芬蘭羽毛球公開賽     | 國際挑戰賽 | 女子單打 | 亞軍   |
| 2018年 | 秋田羽毛球大師賽     | 超級100賽  | 女子單打 | 亞軍   |
| 2018年 | 印尼羽毛球國際挑戰賽 | 國際挑戰賽 | 女子單打 | 準決賽 |
| 2019年 | 瑞典羽毛球公開賽     | 國際系列賽 | 女子單打 | 冠軍   |
| 2019年 | 杜拜羽毛球國際挑戰賽 | 國際挑戰賽 | 女子單打 | 冠軍   |
| 2019年 | 印尼羽毛球國際挑戰賽 | 國際挑戰賽 | 女子單打 | 準決賽 |

| 2007-2017年 | 首要超級賽 | 超級賽 | 黃金大獎賽 | 大獎賽 | 國際挑戰賽 | 國際系列賽 | 未來系列賽 | 其他 |

| 2018-2026年 | 總決賽 | 超級1000賽 | 超級750賽 | 超級500賽 | 超級300賽 | 超級100賽 | 國際挑戰賽 | 國際系列賽 | 未來系列賽 | 其他 |